# Thiratoscirtus perspicuus
Thiratoscirtus perspicuus es una especie de araña saltarina del género Thiratoscirtus, familia Salticidae. Fue descrita científicamente por Wiśniewski & Wesołowska en 2013.
Habita en Costa de Marfil y Congo.